# Gemeses

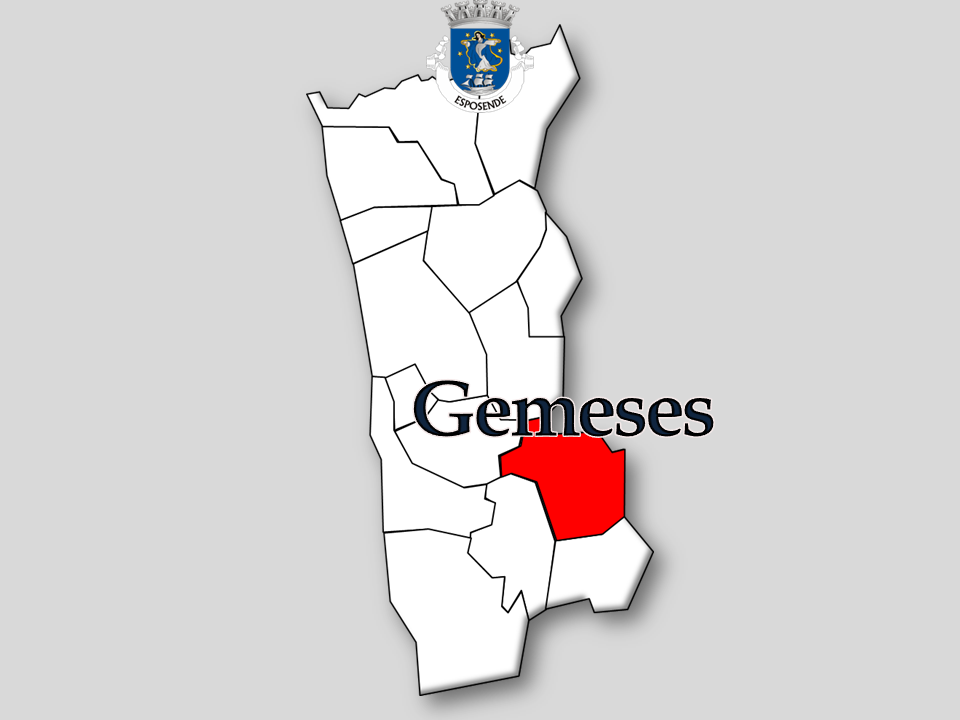
Localização da Freguesia de Gemeses

Gemeses é uma povoação portuguesa sede da Freguesia de Gemeses do Município de Esposende, freguesia com 5,57 km² de e 1113 habitantes (censo de 2021), tendo, por isso, uma densidade populacional de 199,8 hab./km².

## Demografia
A população registada nos censos foi:
| Ano  | 0-14 Anos | 15-24 Anos | 25-64 Anos | > 65 Anos |
| 2001 | 235       | 186        | 526        | 168       |
| 2011 | 183       | 142        | 574        | 179       |
| 2021 | 155       | 124        | 615        | 219       |

## Pessoas ilustres
- Paulo Gonçalves (Gemeses, 5 de fevereiro de 1979 - Layla, Arábia Saudita, 12 de janeiro de 2020) foi um motociclista nascido nesta freguesia e que faleceu durante uma prova do Rali Dakar.[4]